# Final do Campeonato Europeu de Futebol de 2020
A final do Campeonato Europeu de Futebol de 2020 foi uma partida de futebol para determinar os vencedores do Campeonato Europeu de Futebol de 2020. A partida foi a 16ª final do Campeonato Europeu de Futebol, um torneio quadrienal disputado pelas seleções masculinas das associações membros da UEFA para decidir o campeão da Europa. A partida foi realizada no Estádio de Wembley, em Londres, Inglaterra, no dia 11 de julho de 2021 e foi disputada pelos vencedores das semifinais, Itália e Inglaterra. Após a prorrogação terminar em 1–1, a Itália se sagrou campeã após vencer por 3–2 na disputa por pênaltis.

## Local
A final foi disputada no Estádio de Wembley, em Londres, Inglaterra. Em 6 de dezembro de 2012, a UEFA anunciou que o torneio seria realizado em várias cidades da Europa para marcar o 60º aniversário do torneio, sem que as equipes anfitriãs se classificassem automaticamente. Wembley foi escolhido como o local da semifinal e da final do torneio pelo Comitê Executivo da UEFA em 19 de setembro de 2014, tendo sido escolhido por aclamação após a oferta do pacote final da Allianz Arena em Munique ter sido retirada. Depois de ganhar os direitos de hospedagem, a oferta de pacote padrão de Londres para partidas da fase de grupos e uma luta eliminatória anterior foi retirada. No entanto, o Comité Executivo da UEFA retirou Bruxelas como cidade-sede a 7 de dezembro de 2017 devido a atrasos na construção do Eurostadium. As quatro partidas (três da fase de grupos, uma rodada de 16) inicialmente programadas para serem realizadas em Bruxelas foram realocadas para Londres, deixando Wembley com sete partidas do torneio. Posteriormente, isso foi aumentado para oito partidas, já que Dublin foi removida como uma cidade-sede em 23 de abril de 2021, e seu confronto das oitavas de final foi realocado para Wembley.
O Estádio de Wembley foi inaugurado em 2007 no local do estádio original, que foi demolido de 2002 a 2003. O estádio é propriedade da The Football Association e serve como estádio nacional da Seleção Inglesa. O estádio original, anteriormente conhecido como Empire Stadium, foi inaugurado em 1923 e recebeu vários jogos do Campeonato Europeu de Futebol de 1996, incluindo a final entre a Alemanha e a República Tcheca. Wembley também sediou todas as finais da FA Cup desde a final do White Horse de 1923 (exceto 2001 a 2006, quando o estádio estava sendo reconstruído).

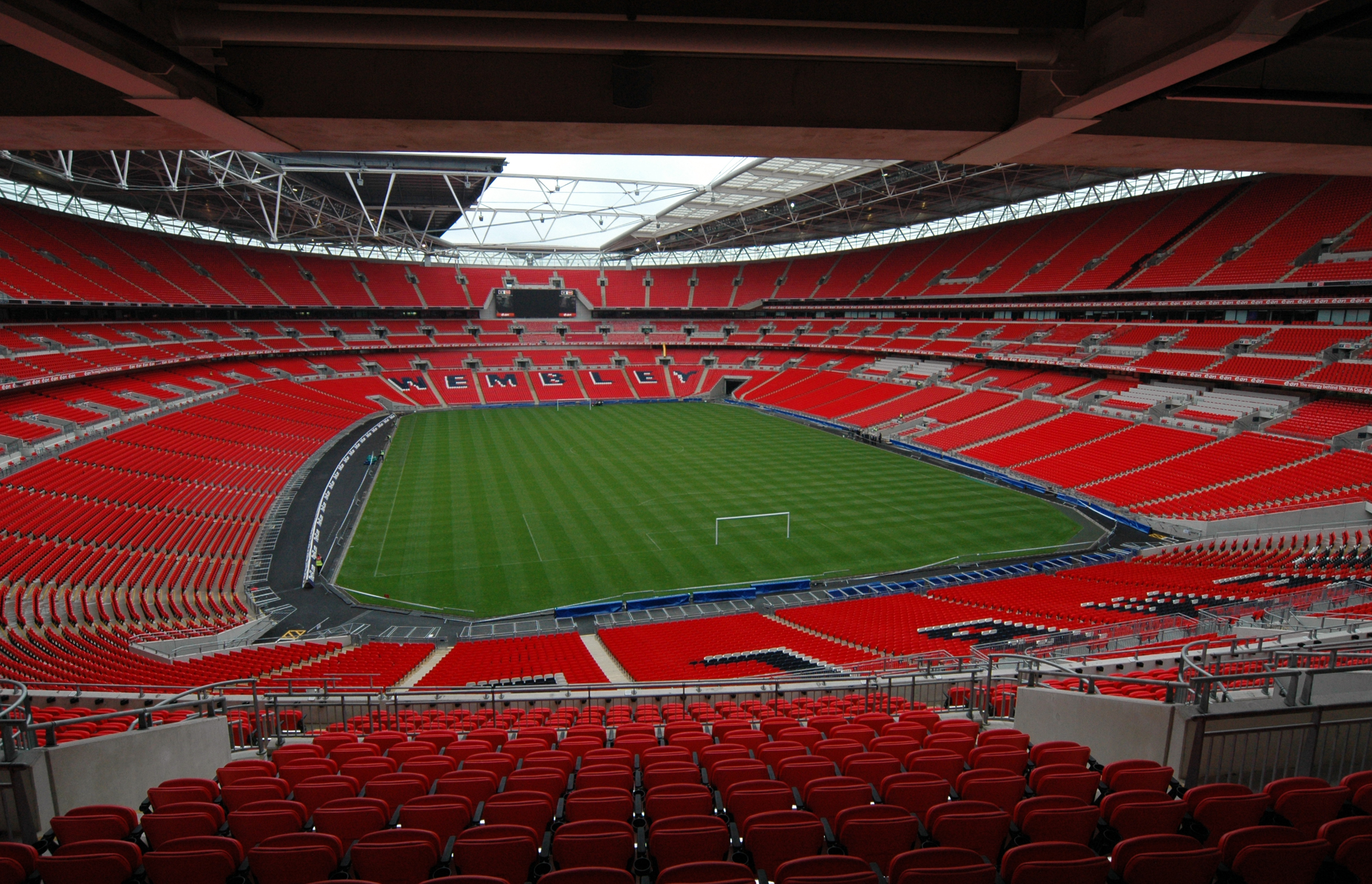
Interior do Wembley Stadium, Londres, Inglaterra

## Plano de fundo
A Itália já havia disputado três finais do Campeonato Europeu; eles venceram a Iugoslávia em 1968 em casa após um replay, perderam por um gol de ouro contra a França nos Países Baixos em 2000 e perderam contra a Espanha na Ucrânia em 2012. A Inglaterra estreia-se na final, tendo sido eliminada nas semifinais por duas vezes, em 1968 e em 1996 como anfitriã.
A final foi a primeira da Inglaterra em um grande torneio desde que venceu a Copa do Mundo de 1966 como anfitriã, a única outra final que eles haviam alcançado. A Inglaterra também se tornou a terceira nação do século XXI, depois de Portugal em 2004 e da França em 2016, a disputar uma final de Campeonato Europeu de Futebol em casa; no entanto, os dois anfitriões anteriores perderam suas respectivas finais, contra a Grécia em 2004 e Portugal em 2016. Além da vitória da Itália como anfitriã em 1968, as outras duas únicas ocasiões em que uma equipe disputou a final em casa (Espanha em 1964 e França em 1984) viram a vitória do time anfitrião. A Itália buscava vencer um grande torneio pela primeira vez em quinze anos, seu último grande triunfo havia sido a vitória na final da Copa do Mundo de 2006 no Olympiastadion em Berlim, nos pênaltis contra a França. O sucesso neste torneio seguiu-se ao fracasso da Itália em se classificar para a Copa do Mundo de 2018, a primeira ausência da Azzurra em um grande torneio desde a Copa do Mundo de 1958.
As duas equipes já se enfrentaram 27 vezes, com seu primeiro encontro ocorrendo em 1933, um empate em 1-1 em Roma. Antes da final, a Itália venceu dez desses encontros, a Inglaterra oito e nove empates. O encontro mais recente foi um amistoso de 2018 em Londres, também empatado por 1-1. Todos os quatro encontros competitivos anteriores em grandes torneios, na fase de grupos da Euro 1980, o desempate pelo terceiro lugar da Copa do Mundo de 1990, as quartas de final da Euro 2012 e na fase de grupos da Copa do Mundo de 2014, foram vitórias italianas, incluindo o avanço nos pênaltis em 2012.

## Caminho até a Final
| Pos | Equipe        | Pts | J | V | E | D | GP | GC | SG | Classificado          |
| --- | ------------- | --- | - | - | - | - | -- | -- | -- | --------------------- |
| 1   | Itália (H)    | 9   | 3 | 3 | 0 | 0 | 7  | 0  | +7 | Equipes classificadas |
| 2   | País de Gales | 4   | 3 | 1 | 1 | 1 | 3  | 2  | +1 | Equipes classificadas |
| 3   | Suíça         | 4   | 3 | 1 | 1 | 1 | 4  | 5  | −1 | Equipes classificadas |
| 4   | Turquia       | 0   | 3 | 0 | 0 | 3 | 1  | 8  | −7 | Eliminado             |

| Pos | Equipe         | Pts | J | V | E | D | GP | GC | SG | Classificado          |
| --- | -------------- | --- | - | - | - | - | -- | -- | -- | --------------------- |
| 1   | Inglaterra (H) | 7   | 3 | 2 | 1 | 0 | 2  | 0  | +2 | Equipes classificadas |
| 2   | Croácia        | 4   | 3 | 1 | 1 | 1 | 4  | 3  | +1 | Equipes classificadas |
| 3   | Tchéquia       | 4   | 3 | 1 | 1 | 1 | 3  | 2  | +1 | Equipes classificadas |
| 4   | Escócia (H)    | 1   | 3 | 0 | 1 | 2 | 1  | 5  | −4 | Eliminado             |

### Itália
A Itália se classificou para o torneio como vencedora do Grupo J com um registro perfeito de dez vitórias em dez, e foi sorteada no Grupo A, junto com Suíça, Turquia e País de Gales; sendo uma das nações anfitriãs, a Itália disputou os três jogos da primeira fase em casa, no Estádio Olímpico. A Itália abriu o torneio com uma vitória por 3 a 0 sobre a Turquia, com o zagueiro turco Merih Demiral marcando um gol contra para dar aos italianos a vantagem aos 53 minutos, antes de Ciro Immobile e Lorenzo Insigne marcarem mais duas tentativas. A Itália então conseguiu superar uma Suíça altamente defensiva com outro triunfo por 3-0, com Manuel Locatelli marcando duas vezes e Ciro Immobile marcando o último gol para selar uma vaga nas oitavas de final com um jogo do fim, apesar de o capitão Giorgio Chiellini sofrer uma lesão. Já tendo garantido uma vaga na fase de mata-mata, a Itália venceu o País de Gales por 1-0 com uma equipe fortemente rodada, com Matteo Pessina marcando o único gol no primeiro tempo para garantir que o time terminasse com um registro perfeito no fase de grupos.
Nas oitavas de final jogou no Estádio de Wembley, Itália lutou contra uma muito motivada e disciplinada Áustria, que tinha acabado na segunda posição do Grupo C. O austríaco Marko Arnautović viu um gol aos 67 minutos anulado por impedimento, e foi apenas no primeiro período da prorrogação que os substitutos italianos Federico Chiesa e Pessina marcaram cada um para dar à Itália uma vantagem de 2-0. Apesar de o suplente Saša Kalajdžić ter salvado um golo da Áustria na segunda parte do prolongamento (o primeiro gol sofrido pelos italianos no torneio), a Itália conseguiu chegar aos quartos-de-final.
Encontro das quartas de final da Itália contra a FIFA topo do ranking Bélgica, jogado em Munique no Allianz Arena, viu forte dominação italiana - Nicolò Barella bater Thibaut Courtois para marcar no 31º minuto, antes Insigne dobrou a vantagem da Itália no minuto 44 com um ataque poderoso; Romelu Lukaku, da Bélgica, converteu um pênalti com sucesso nos acréscimos do primeiro tempo. Apesar de uma lesão de Aquiles no segundo tempo para Leonardo Spinazzola que o descartou pelo resto do torneio,  a Itália mais uma vez segurou o placar para eliminar os belgas.
A Itália então voltou a Wembley para enfrentar a Espanha nas semifinais, o quarto Campeonato Europeu consecutivo em que as duas seleções se enfrentaram. Em um jogo acirrado, dominado pelo futebol com posse de bola, a Itália conseguiu o gol da Chiesa aos 60 minutos; no entanto, vinte minutos depois, Álvaro Morata marcou para a Espanha empatar a partida em 1–1. Nenhum outro golo foi marcado na prorrogação, resultando em uma disputa de pênaltis; Locatelli e Dani Olmo não conseguiram marcar os primeiros pênaltis para seus respectivos times, antes de Gianluigi Donnarumma defender o quarto chute da Espanha de Morata. Jorginho então marcou o pênalti subsequente para levar a Itália à sua primeira final europeia desde 2012.

### Inglaterra
A Inglaterra se classificou ao liderar o Grupo A, vencendo sete e perdendo apenas uma das oito partidas de qualificação. Eles foram sorteados para o Grupo D e, como a Itália, também disputaram as três partidas da primeira fase em seu estádio, Wembley. Juntamente com a Inglaterra no Grupo D estiveram a co-anfitriã Escócia, a rival da qualificação República Tcheca e a Croácia, finalista da Copa do Mundo FIFA de 2018, que eliminou a Inglaterra no torneio mencionado. A Inglaterra começou com uma difícil vitória por 1-0 sobre a Croácia, Raheem Sterling sendo a diferença com seu gol aos 57 minutos dando à Inglaterra os três primeiros pontos; foi a primeira vez que a Inglaterra ganhou o jogo de abertura da fase de grupos em um Campeonato Europeu. Em sua segunda partida, a Inglaterra foi frustrada pela velha rival Escócia para um empate sem gols, apesar de muitas oportunidades de terminar o jogo; apesar disso, a Inglaterra garantiu uma vaga nas oitavas de final antes da última partida da fase de grupos devido a outros resultados do grupo. A Inglaterra então confirmou a primeira posição do grupo ao vencer a República Tcheca por 1 a 0, com um gol de Sterling no início do jogo. Aquisição de sete pontos do processo, Inglaterra sabia que eles iriam permanecer em Wembley para a rodada de dezesseis anos, mas estaria enfrentando um empate difícil com os vice-campeã do Grupo F .
A Inglaterra enfrentou a Alemanha em Wembley na segunda rodada, mais um capítulo na longa rivalidade dos dois lados, onde Sterling mais uma vez abriu o placar, aos 75 minutos. A Inglaterra então sobreviveu a um susto quando o alemão Thomas Müller correu para o gol, mas chutou a centímetros de distância, antes de Harry Kane se tornar o segundo jogador a marcar para a Inglaterra no torneio e selar uma vitória histórica por 2-0, a primeira para o time contra um nacional alemão lado na fase eliminatória de um torneio internacional desde 1966.
As quartas-de-final da Inglaterra, disputadas no Estádio Olímpico de Roma, viram o time derrotar o azarão da Ucrânia em uma vitória por 4-0, com Kane marcando duas vezes e Harry Maguire e Jordan Henderson marcando dois outros para dar à Inglaterra sua maior vitória nas finais do Campeonato Europeu.
Nas semifinais, a Inglaterra recebeu a Dinamarca em Wembley, e sofreu o primeiro gol do torneio aos trinta minutos, quando Mikkel Damsgaard marcou com uma forte cobrança de falta que Jordan Pickford não conseguiu evitar. Os esforços para empatar pela Inglaterra acabaram valendo a pena menos de dez minutos depois, com um gol contra de Simon Kjær, mas os dois lados não conseguiram marcar outro gol no tempo normal. Na prorrogação, um pênalti por falta sobre Sterling foi dado à Inglaterra no primeiro período. Harry Kane marcou o pênalti, marcando seu quarto gol no torneio após o rebote após seu esforço inicial ter sido salvo por Kasper Schmeichel, para colocar a Inglaterra na liderança de 2–1. Sua equipe aguentaria pelo resto da prorrogação, terminando a corrida dos sonhos da Dinamarca de ver a Inglaterra se qualificar para uma final europeia pela primeira vez, e uma primeira final geral desde 1966.

## Arbitragem

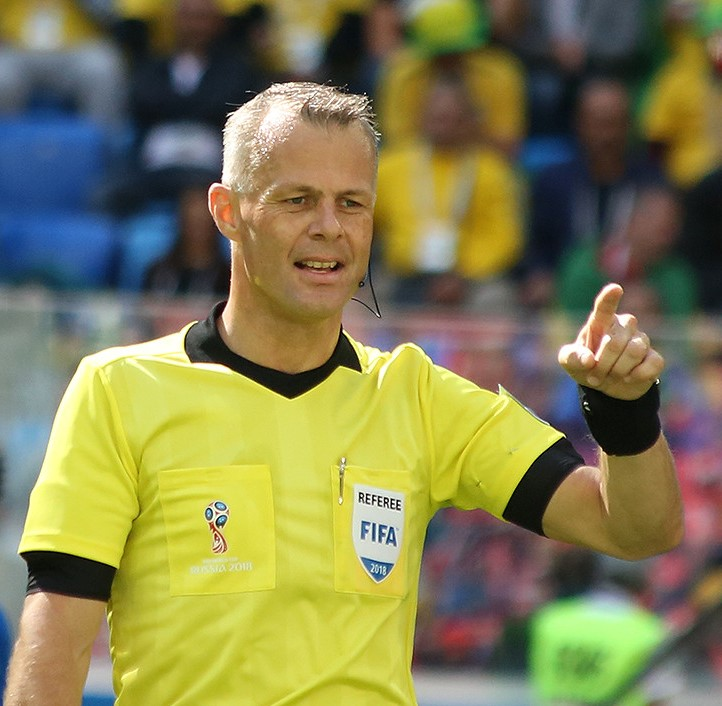
Björn Kuipers, árbitro neerlandês, foi selecionado para a final.

O árbitro escolhido para apitar a final da Eurocopa entre Inglaterra e Itália, foi o holandês Björn Kuipers. Nesta edição da competição, o profissional de 48 anos ficou responsável por duas partidas da fase de grupos e uma das quartas de final.
Os assistentes foram:
Os Árbitros Assistentes: Os também neerlandeses, Sander van Roekel e Erwin Zeinstra. O Quarto árbitro: 
O espanhol Carlos del Cerro Grande.
Os Árbitro assistente da reserva: O espanhol Juan Carlos Yuste Jiménez. O Árbitro assistente de vídeo:' 
O germânico Bastian Dankert. Os Árbitros assistentes de árbitro de vídeo: 
O neerlandese Pol van Boekel e os germânicos Christian Gittelmann, Marco Frit.

## Partida

### Detalhes
| 11 de julho de 2021 | Itália      | 1 – 1 (pro) | Inglaterra | Estádio de Wembley, Londres                |
| 16:00               | Bonucci 67' | Relatório   | Shaw 2'    | Público: 67 173 Árbitro: NED Björn Kuipers |

|                                               |       | Penalidades                       |  |
| Berardi Belotti Bonucci Bernardeschi Jorginho | 3 – 2 | Kane Maguire Rashford Sancho Saka |  |

| Italia | Inglaterra |

| G               | 21 | Gianluigi Donnarumma  |       |      |
| LD              | 2  | Giovanni Di Lorenzo   |       |      |
| Z               | 19 | Leonardo Bonucci      | 55'   |      |
| Z               | 3  | Giorgio Chiellini (c) | 90+6' |      |
| LE              | 13 | Emerson               |       | 118' |
| V               | 8  | Jorginho              | 114'  |      |
| M               | 18 | Nicolò Barella        | 47'   | 54'  |
| M               | 6  | Marco Verratti        |       | 96'  |
| PD              | 14 | Federico Chiesa       |       | 86'  |
| PE              | 10 | Lorenzo Insigne       | 84'   | 91'  |
| A               | 17 | Ciro Immobile         |       | 54'  |
| Substitutions:  |    |                       |       |      |
| ,               | 16 | Bryan Cristante       |       | 54'  |
| A               | 11 | Domenico Berardi      |       | 54'  |
| M               | 20 | Federico Bernardeschi |       | 86'  |
| V               | 9  | Andrea Belotti        |       | 91'  |
| M               | 5  | Manuel Locatelli      |       | 96'  |
| Z               | 24 | Alessandro Florenzi   |       | 118' |
| Manager:        |    |                       |       |      |
| Roberto Mancini |    |                       |       |      |

| G                | 1  | Jordan Pickford  |      |      |      |
| Z                | 2  | Kyle Walker      |      | 120' |      |
| Z                | 5  | John Stones      |      |      |      |
| Z                | 6  | Harry Maguire    | 106' |      |      |
| AD               | 12 | Kieran Trippier  |      | 70'  |      |
| AE               | 3  | Luke Shaw        |      |      |      |
| M                | 14 | Kalvin Phillips  |      |      |      |
| M                | 4  | Declan Rice      |      | 74'  |      |
| M                | 19 | Mason Mount      |      | 99'  |      |
| M                | 10 | Raheem Sterling  |      |      |      |
| A                | 9  | Harry Kane (c)   |      |      |      |
| Substitutions:   |    |                  |      |      |      |
| M                | 25 | Bukayo Saka      |      | 70'  |      |
| V                | 8  | Jordan Henderson |      | 74'  | 120' |
| M                | 7  | Jack Grealish    |      | 99'  |      |
| A                | 11 | Marcus Rashford  |      |      | 120' |
| A                | 17 | Jadon Sancho     |      | 120' |      |
| Manager:         |    |                  |      |      |      |
| Gareth Southgate |    |                  |      |      |      |

Bandeirinhas:

 Sander van Roekel

 Erwin Zeinstra

Quarto árbitro:

 Carlos del Cerro Grande

Árbitro assistente da reserva:

 Juan Carlos Yuste Jiménez

Árbitro assistente de vídeo:

 Bastian Dankert

Árbitros assistentes de árbitro de vídeo:

 Pol van Boekel

 Christian Gittelmann

 Marco Fritz
|}
Regulamento
- 90 minutos.
- 30 minutos de prorrogação caso houvesse empate no tempo normal.
- Persistindo o empate, o vencedor seria decidido nas penalidades máximas.
- Doze jogadores substitutos.
- Máximo de cinco substituições, com uma sexta sendo permitida em caso de prorrogação.[nota 1]